# Synaptic
Synaptic とは、パッケージ管理システムAPTのフロントエンドの1つ。グラフィカルユーザインタフェース (GUI) を備える。

## 概略
Synapticは、Debianパッケージ管理システムであるAPTのGUIフロントエンドである。GTKによって作成されている。一般的に debパッケージをベースとしたシステムにおいて用いられるが、RPMをベースとしたシステムでも利用できる。ソフトウェアパッケージのインストール、アンインストール（削除）、アップグレードとリポジトリの追加を行う。

## 歴史
Synapticの開発は、Conectivaにより資金援助を受け、Alfredo K. Kojima によって（後に従業員によって）始められた。APT RPMのバックエンドであるapt-rpmの作成により始められた作業を継続させながら、APT用のグラフィカルフロントエンドを作るようConectivaが要請したことが開発の背景にある。最終的にSynapticは Conectiva のインストールプロセスにて使われるようになった。また、Gustavo NiemeyerもConectivaに在職中、Synapticの開発に携わった。現在はMichael Vogtにより管理されている。

## 諸機能
- 一度に複数のパッケージを扱える
- FTP/HTTPやネットワークなど、混在したリポジトリ先の指定
- パッケージの検索
- システムの大幅なアップグレード

## Kynaptic
Kynapticは、Synapticのコードを使い、Linuxデスクトップ環境であるKDEとAPTをベースとして開発されたパッケージ管理システムである。